# Філіпп Мюллнер
Філіпп Мюллнер (нім. Philipp Müllner; нар. 11 квітня 1980) — колишній австрійський тенісист.
Найвищу одиночну позицію світового рейтингу — 329 місце досяг 27 жовтня 2003, парну — 230 місце — 1 грудня 2003 року.

## Титули Челленджер/Ф'ючерс

### Одиночний розряд: (4)
| Легенда         |
| --------------- |
| ITF Ф'ючерс (4) |

| Ранг | Дата     | Турнір                          | Рівень  | Покриття | Суперник         | Рахунок             |
| ---- | -------- | ------------------------------- | ------- | -------- | ---------------- | ------------------- |
| 1.   | Тра 2002 | Korea Rep. F2, Чхонджу          | Ф'ючерс | Ґрунт    | Роберто Альварес | 6–2, 6–3            |
| 2.   | Чер 2003 | Сербія і Чорногорія F2, Белград | Ф'ючерс | Ґрунт    | Івайло Трайков   | 3–6, 7–6(2), 7–6(5) |
| 3.   | Чер 2004 | Сербія і Чорногорія F1, Сомбор  | Ф'ючерс | Ґрунт    | Никола Чирич     | 4–6, 7–5, 6–2       |
| 4.   | Сер 2005 | Іран F1, Тегеран                | Ф'ючерс | Ґрунт    | Малік Джазірі    | 6–3, 7–6(5)         |

### Парний розряд: (3)
| Легенда            |
| ------------------ |
| ATP Челленджер (1) |
| ITF Ф'ючерс (2)    |

| Ранг | Дата     | Турнір                     | Рівень     | Покриття | Партнер          | Суперники                        | Рахунок       |
| ---- | -------- | -------------------------- | ---------- | -------- | ---------------- | -------------------------------- | ------------- |
| 1.   | Вер 2003 | Tehran Challenger, Тегеран | Челленджер | Ґрунт    | Даніель Коллерер | Іво Клець Йозеф Нештіцький       | w/o           |
| 2.   | Жов 2003 | Хорватія F9, Велий Лошинь  | Ф'ючерс    | Ґрунт    | Герберт Вільчніґ | Корнель Бардоцький Марко Ткалець | 7–5, 1–0 ret. |
| 3.   | Вер 2005 | Іран F3, Тегеран           | Ф'ючерс    | Ґрунт    | Герберт Вільчніґ | Ануша Шагголі Ашкан Шокуфі       | 6–2, 6–4      |